# Korsta en Prästlägden
Korsta en Prästlägden (Zweeds: Korsta och Prästlägden) is een småort in de gemeente Östersund in het landschap Jämtland en de provincie Jämtlands län in Zweden. Het småort heeft 76 inwoners (2005) en een oppervlakte van 16 hectare. Eigenlijk bestaat het småort uit twee plaatsen: Korsta en Prästlägden. Het småort ligt aan de rivier de Indalsälven.